# Julian Barnes
Julian Patrick Barnes (ur. 19 stycznia 1946 w Leicester) – angielski powieściopisarz, autor opowiadań i eseista.

## Życiorys
Barnes ukończył Magdalen College w Oksfordzie. Po studiach przez trzy lata pracował jako leksykograf – należał do zespołu opracowującego Oxford English Dictionary. Następnie został publicystą i krytykiem literackim „New Statesman” oraz „New Review”. W latach 1979–1986 w tej samej roli występował w telewizji.
Debiutował w 1981 powieścią Metroland. Następna z jego książek, Papuga Flauberta, na wpół powieść, na wpół esej, luźno nawiązuje do życiorysu wielkiego francuskiego pisarza Gustawa Flauberta. Utwór zdobył uznanie krytyki oraz nominację do Nagrody Bookera. Kolejne powieści, Pod słońce i – zaskakująca już samym tytułem – Historia świata w dziesięciu i pół rozdziałach, ugruntowały mocną pozycję Barnesa w prozie brytyjskiej.
Główną postacią niewielkiego objętościowo Jeżozwierza (1992) jest były przywódca partyjny jednego z krajów bloku wschodniego. Nowe, demokratyczne władze, organizują kacykowi proces polityczny, ten jednak nie zamierza się poddawać i przewrotnie obala oskarżenia.
W Anglia, Anglia Barnes świadomie nawiązuje do utopii Jonathana Swifta i Aldousa Huxleya. Bohaterem swej powieści uczynił szalonego miliardera pragnącego na jednej z przybrzeżnych wysp odtworzyć Anglię w miniaturze – za olbrzymie pieniądze skupuje brytyjskie symbole, łącznie z Big Benem i rodziną królewską.
Barnes jest uważany za czołowego angielskiego postmodernistę. Trzy jego książki – Papuga Flauberta, Anglia, Anglia oraz Arthur & George – były nominowane do Booker Prize, a powieść Poczucie kresu zdobyła ją w 2011. Opublikował także kilka kryminałów (pod pseudonimem „Dan Kavanagh”).

## Twórczość (wybór)
- Metroland (1980)
- Papuga Flauberta (Flaubert's Parrot, 1984)
- Pod słońce (Staring at the Sun, 1986)
- Historia świata w dziesięciu i pół rozdziałach (A History of the World in 10½ Chapters, 1989)
- Pomówmy szczerze... (Talking it Over, 1991)
- Jeżozwierz (The Porcupine, 1992)
- Po drugiej stronie La Manche (Cross Channel, 1996) – opowiadania
- Anglia, Anglia (England, England, 1998)
- Cytrynowy stolik (The Lemon Table, 2004) – opowiadania
- Coś do oclenia (Something to Declare, 2002) – eseje
- Pedant w kuchni (The Pedant in the Kitchen, 2003) – eseje kulinarne
- Arthur & George (2005) – nominacja do Booker Prize
- Nie ma się czego bać (Nothing to Be Frightened Of, 2008) – wspomnienia
- Poczucie kresu (The Sense of an Ending, 2011)
- Puls (Pulse, 2011) – opowiadania
- Zgiełk czasu (The Noise of Time, 2016)
- Jedyna historia (The Only Story, 2018)